# Hypargyria definitella
Hypargyria definitella är en fjärilsart som beskrevs av Philipp Christoph Zeller 1881. Hypargyria definitella ingår i släktet Hypargyria och familjen mott. Inga underarter finns listade i Catalogue of Life.